# Drömslottet (film)
Drömslottet, även Det kan du drömma om, (isländska: Skýjahöllin) är en isländsk barnfilm från 1994 i regi av Þorsteinn Jónsson efter ett manus av Guðmundar Ólafssonar och Þorsteinn Jónsson. Filmen är baserad på boken Emil og Skundi av Guðmundur Ólafsson.

## Handling
Filmen handlar om Emil, en åttaårig pojke, som drömmer om att få en hund, Skunda. Emil försöker få tag i Skunda, men när hunden äntligen blir hans kommer en pojke i en båt och han måste vidta försiktighetsåtgärder för att få behålla hunden. Karaktärer från en annan värld, Drömslottet, vävs in i berättelsen, och huvudpersonerna är kungen och drottningen, deras pojke och den gode magikern. Kungen och drottningen är upptagna med att bygga ett enormt palats och glömma sin lilla pojke på olika sätt.

## Rollista
- Kári Gunnarsson – Emil
- Guðrún Gísladóttir – mamma
- Hjalti Rögnvaldsson – pappa
- Ólafía Hrönn Jónsdóttir – Inga
- Sigurður Sigurjónsson – Álfur
- Steindór Hjörleifsson – Afi
- Gísli Halldórsson – Jósi
- Gylfi Jónsson – Alli
- Oddný Anna Kjartansdóttir – Aldís